# روبن دبليو. بيترسون
روبن دبليو. بيترسون هو سياسي أمريكي، ولد في 22 نوفمبر 1899، وتوفي في 1 أبريل 1979. نشط حزبياً في الحزب الجمهوري. وقد انتخب عضو جمعية ولاية ويسكونسن ‏.